# Dvärgspegel
Dvärgspegel (Legousia hybrida) är en art i familjen klockväxter och den enda i Sverige förekommande arten i släktet Legousia. 
Dvärgspegel förekommer främst i södra Europa. I Sverige har enstaka fynd rapporterats i Skåne och på Öland, men även på andra håll i södra Sverige. Gången arten rapporterades i Sverige var ett påträffande vid Frihamnen i Göteborg 1945.